# Snes9x
Snes9x é um emulador multiplataforma para o vídeo-game Super Nintendo. Basicamente permite jogar a maioria dos jogos de SNES (ou Super Famicom) no computador. O projeto original do Snes9x foi fundado por Gary Henderson e Jerremy Koot como uma colaboração de suas tentativas anteriores de emular o SNES (snes96 e snes97).

## Requerimentos

### Windows
- Uma máquina baseada em Windows 9x/2k
- DirectX 6.1b ou mais recente
- Processador de 133MHz no extremo mínimo (recomenda-se 1GHz+ para as melhores configurações)
- 16MB RAM no extremo mínimo (128MB+ recomendados para os jogos com pacote gráfico)
- Qualquer dispositivo compatível com placa de som

### Unix
- Ao menos um 486DX4 com 100MHz para usar gráficos 8-bit ou sem som. Para efeitos de transparência é preciso um

Pentium 166 e um Pentium 200 ou superior para jogos que usam o Super FX ou SA-1
- 16Mb de memória RAM para Linux.
- Uma saída gráfica configurada, dentre X11, SVGA, 3dfx e OpenGL

### Mac OS X
- Mac OS X 10.2.5 ou superior
- QuickTime 6.4 ou superior
- PowerPC G3 300MHz ou superior
- G-Force/ATI Rage 128 ou superior para suportar o OpenGL